# Инкассация

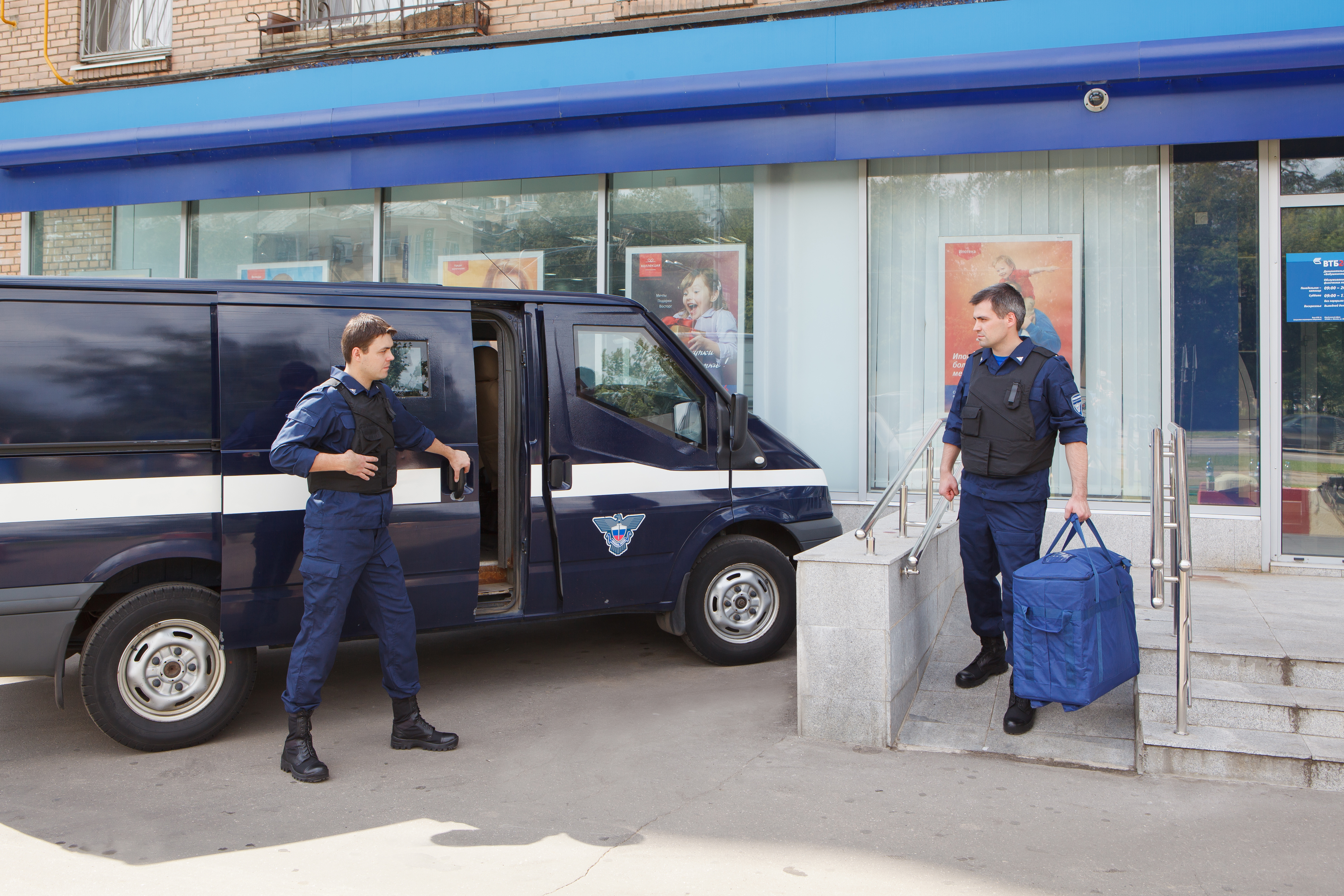
Инкассаторы Главного центра специальной связи

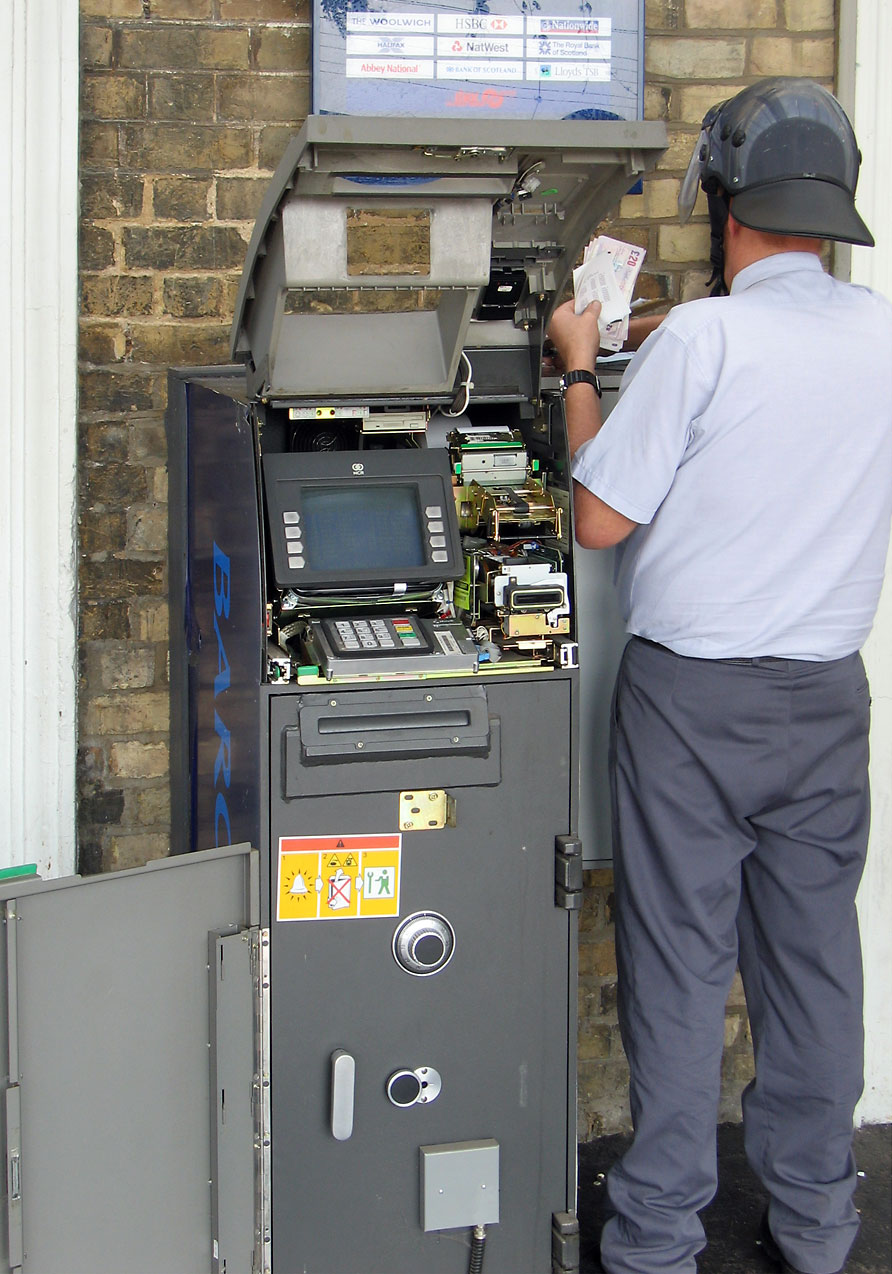
Инкассатор у банкомата

Инкассация (от incassare: в переводе с итал. — «класть в ящик») — сбор и перевозка наличных денежных средств между организациями и их подразделениями (прежде всего, из торговых точек в банки). Должностное лицо, в обязанности которого входит инкассация, называется инкассатором.
Кроме наличных денежных средств, инкассаторы перевозят и другие материальные ценности — особо важные документы, драгметаллы, банковские карты и прочее.

## История инкассации в России
Служба инкассации при Госбанке СССР была создана 1 августа 1939 года на основании приказа председателя Правления Госбанка СССР Николая Булганина. Этот день в России стал ежегодно отмечаться как профессиональный праздник сотрудников инкассации — «День инкассатора».

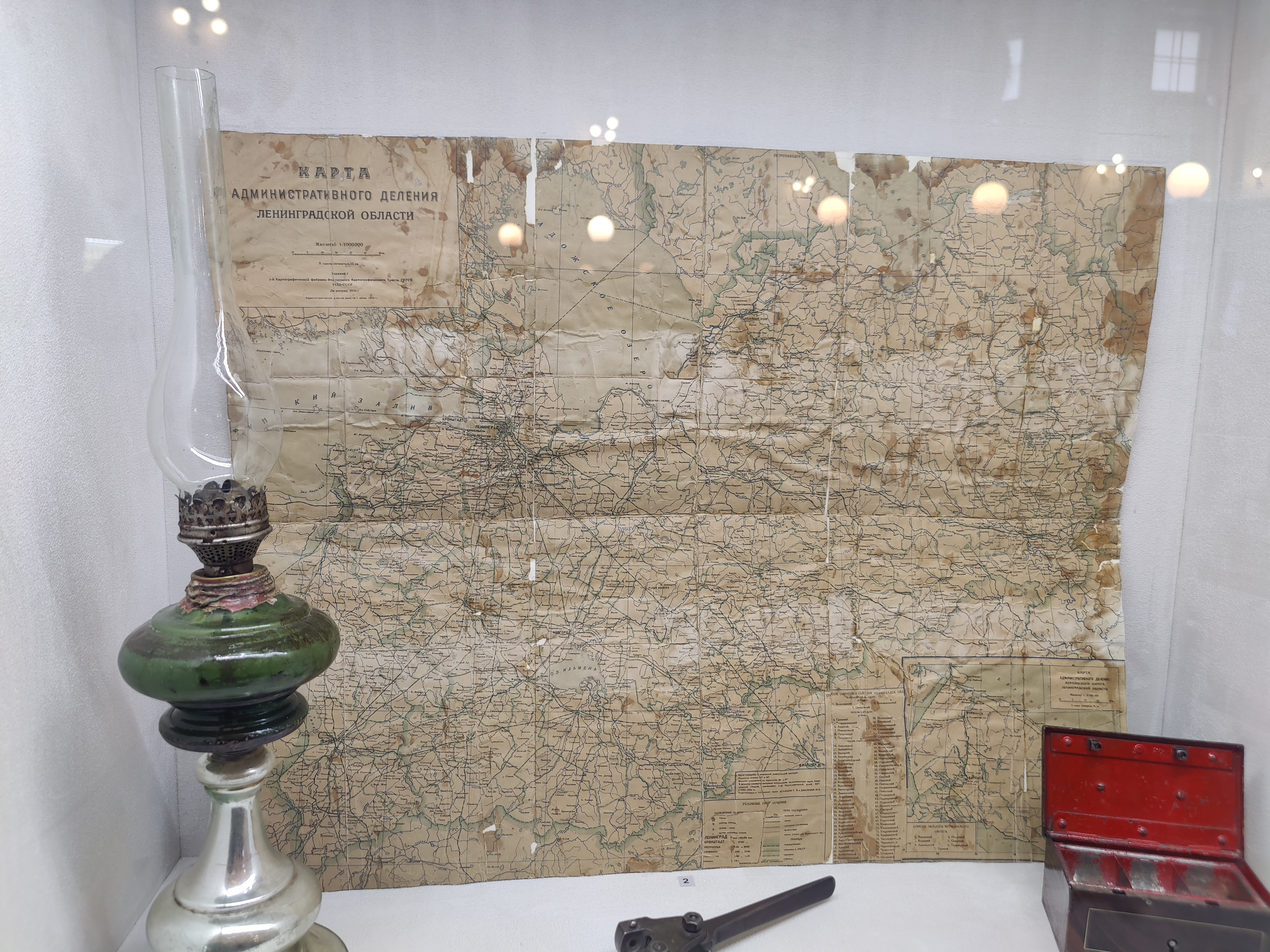
Карта Ленинградской области 1930-х годов с маршрутами инкассации ценностей Госбанка СССР

В 1988 году было создано Российское объединение инкассации (Объединение «Росинкас»), которое после принятия Федерального закона «О Центральном банке Российской Федерации» от 10 июля 2002 года вошло в систему Банка России.
Согласно инструкции, предписывающей инкассатору обеспечение сохранности вверенных ему денежных средств и ценных бумаг, инкассаторы были наделены правом открывать огонь на поражение без предупреждения.
Начиная с 2020 года, на фоне пандемии COVID-19, был отмечен рост спроса на услуги самоинкассации, в первую очередь со стороны ретейлеров.
В 2022 году стоимость услуги физической инкассации в крупных банках составляла порядка 0,2 % от перевозимой суммы.

## Примечание
1. 1 2  Инкассатор // Казахстан. Национальная энциклопедия. — Алматы: Қазақ энциклопедиясы, 2005. — Т. II. — ISBN 9965-9746-3-2. (CC BY-SA 3.0)
2. 1 2 3  Богодвид, 2012.
3. ↑  Большая российская энциклопедия : [в 35 т.] / гл. ред. Ю. С. Осипов. — М. : Большая российская энциклопедия, 2004—2017.
4. ↑  Примочкин, 1990, с. 8.
5. ↑  Анатолий Костырев, Ксения Дементьева, Халиль Аминов. Сети дистанцируются от инкассаторов // Коммерсантъ : газета. — 2020. — 2 апреля (№ 59). — С. 7. Архивировано 4 мая 2022 года.
6. ↑  Какой способ инкассации быстрее и дешевле? Магазин исследований. РБК (27 апреля 2022). Дата обращения: 4 мая 2022.